# محافظة ساموت براكان
محافظة ساموت براكان (بالتايلاندية:สมุทรปราการ) و(بالإنكليزية:Samut Prakan) هيَ واحدة من محافظات تايلاند الخمس والسبعين، تجاور في الغرب والشمال العاصمة بانكوك ومن الشرق شاشوينجساو. يُظهر ختم المقاطعة معبد فرا ساموت تشيدي، وهو أهم موقع للعبادة البوذية في المقاطعة.

## التسمية
كلمة ساموت تعني المحيط أو البحر وبراكان تعني الحصن.

## التاريخ
تم إنشاء المحافظة في فترة مملكة أيوتايا وكانت الميناء البحري في سيام.

## المطار
هو المطار الدولي الرئيسي في تايلاند يطلق عليه أيضا مطار بانكوك الدولي الجديد  يبعد عن وسط مدينة بانكوك 25 كيلومتر في محافظة ساموت براكان وتحديدا في منطقة بانج فلي شرق بانكوك. ويعتبر المطار أحد أزحم المطارات في آسيا وصنف في المرتبة الثامنة عشر عالميا من ناحية عدد الركاب المسافرين بما يقارب 37 مليون مسافر سنويا. ويعتبر المطار قاعدة العمليات الرئيسية للخطوط التايلاندية.

## الجفرافيا
تقع المحافظة في مصب نهر تشاو فرايا في خليج تايلاند وتسمي المحافظة أحيانا باك نام (بالتايلاندية:ปากน้ำ) ويبلغ طول ساحلها حوالي 47,2 كيلومتر.

## التقسيمات الادارية
تنقسم المحافظة الي 6 أقسام و 50 بلدية و 396 قرية
| 1. موانج ساموت براكان 2. بانغ بو 3. بانج فلي - منطقة مطار سوفارنابومي | 1. فري براداينج 2. فري ساموت تشيدا 3. بانغ سو تونغ |

## معرض صور

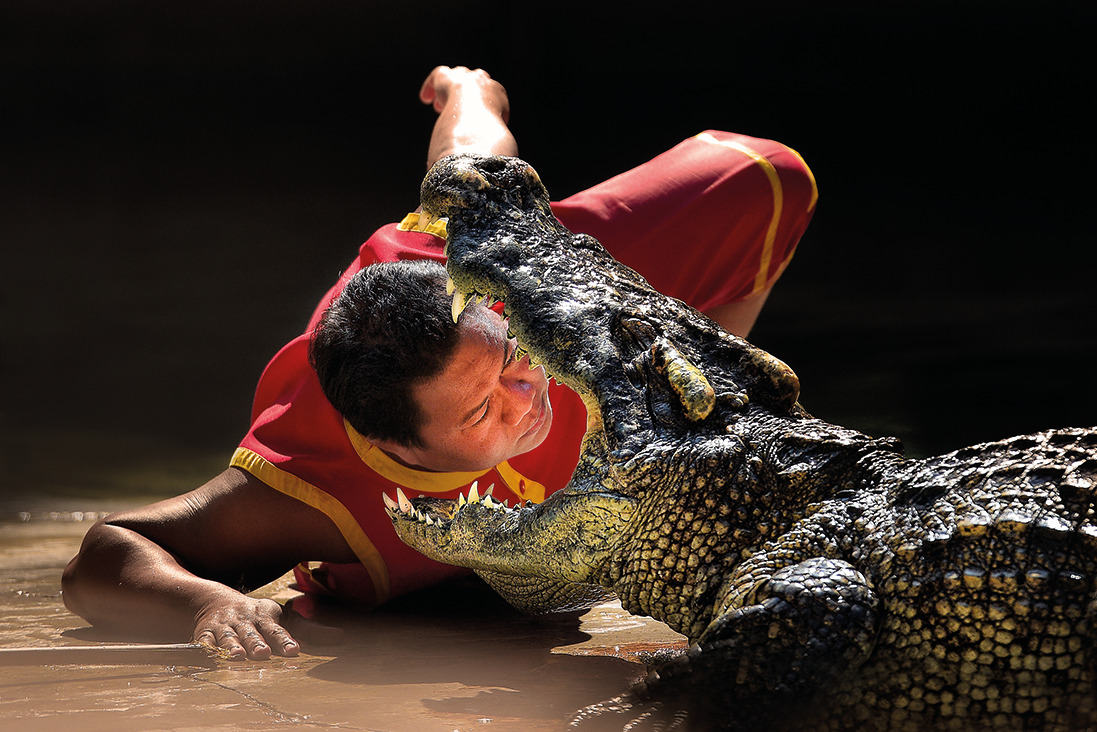
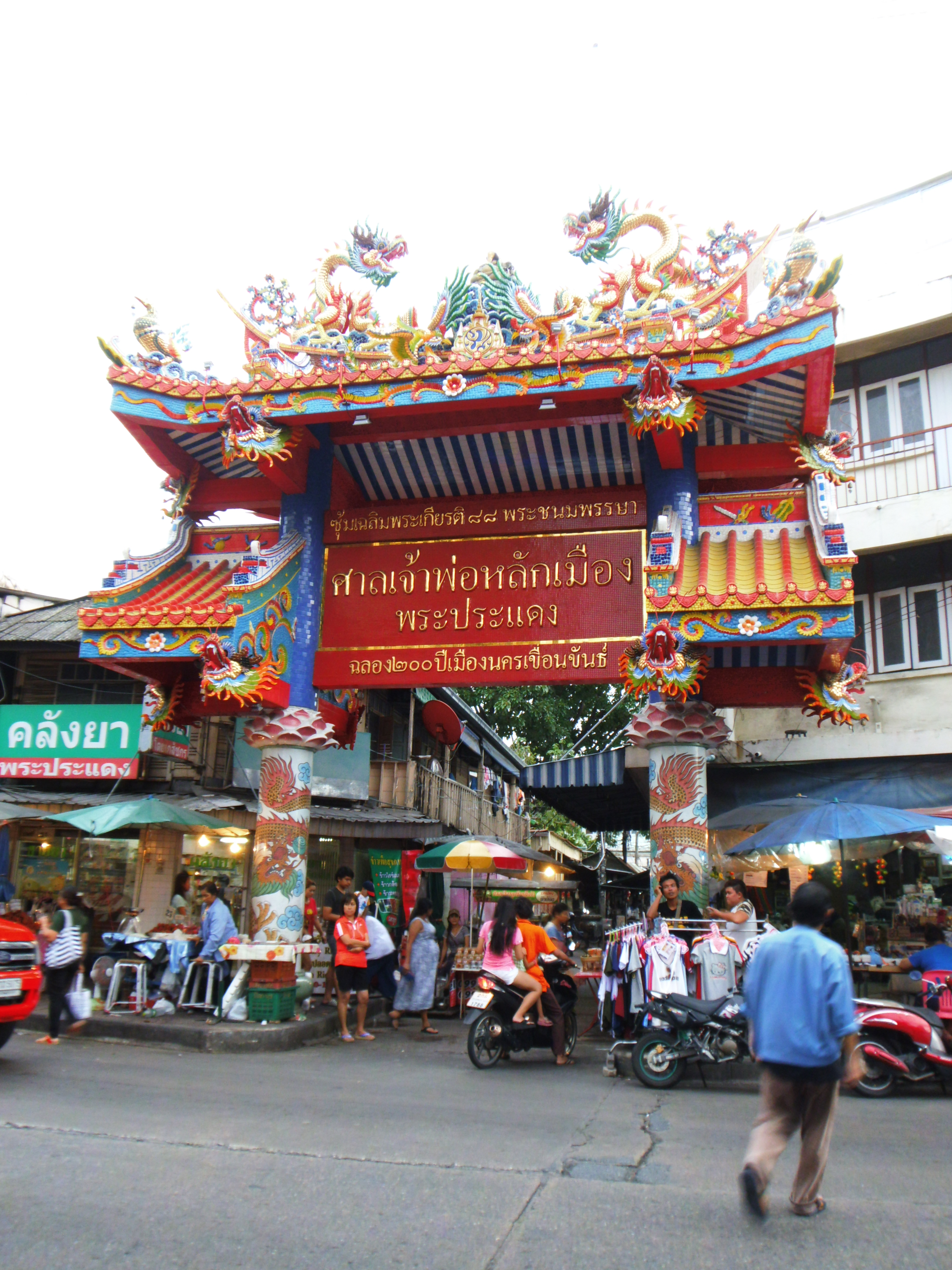
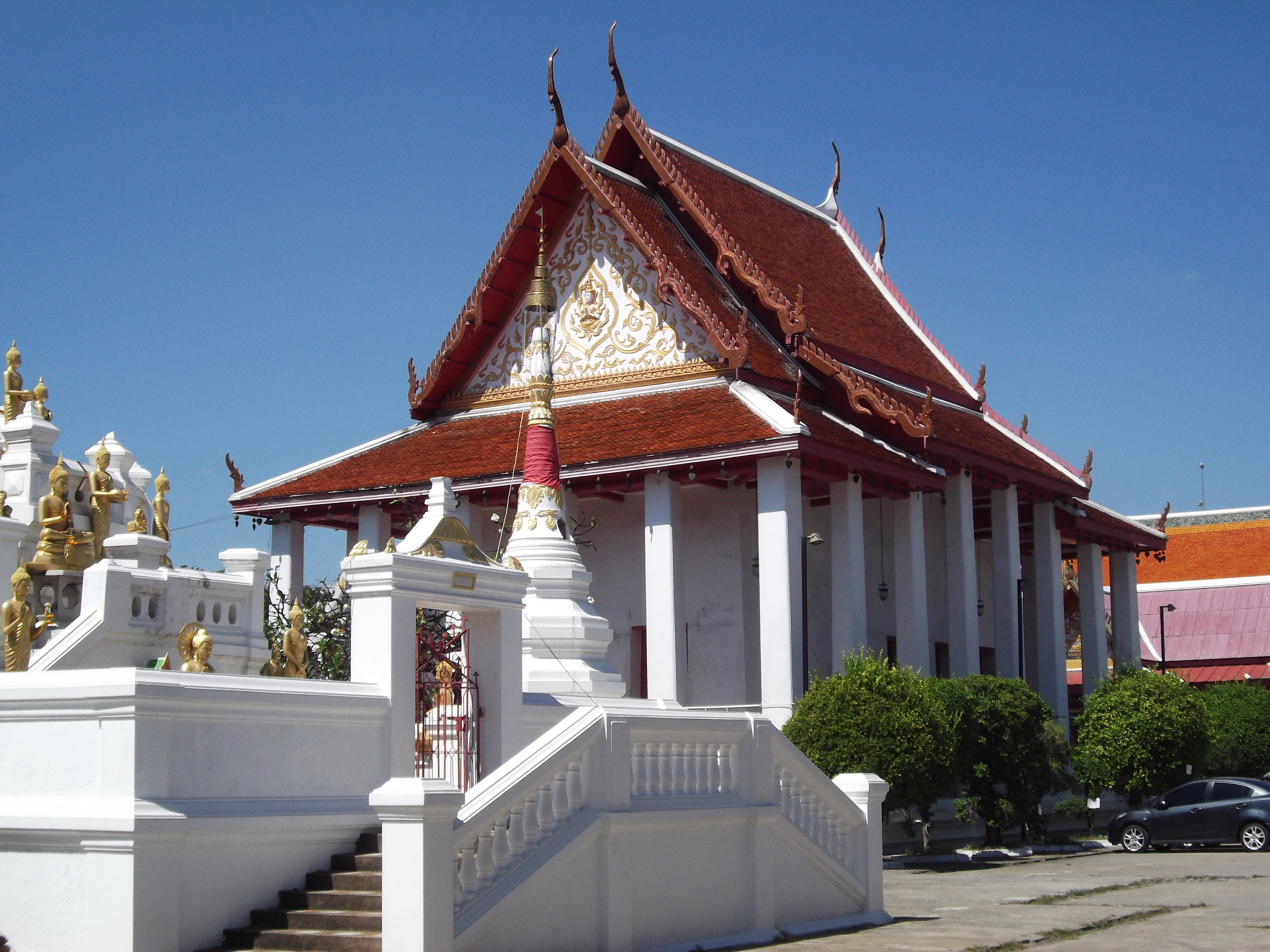

## أعلام
- تانابون كيسارات
- لينا كريستنسن
- تشاكون فيلاكلانغ